# Behovia
Behovia es un barrio perteneciente al municipio de Irún, en la provincia de Guipúzcoa, comunidad autónoma del País Vasco. Está situado en el extremo oriental del municipio, al sur del río Bidasoa, en plena frontera con Francia.

## Toponimia
Existen diversas teorías sobre el significado de la palabra Behovia, entre las que destaca «vado de abajo» o «vado de las yeguas».

## Historia
Aunque el barrio de Behovia no tomó forma jurídica propia hasta desgajarse del barrio de Bidasoa en 1887, el paso de Behovia es importante desde antiguo, ya que en esta parte del río el cauce es menor y la corriente de agua más débil.

### Gazteluzar y batallas de San Marcial
En una colina que domina la vista del vado y de la isla de los Faisanes, Fernando el Católico mandó construir en 1512 una fortaleza, actualmente conocida como Gazteluzar, «castillo viejo» en vasco.
No tardó demasiado en ser atacada: en 1521, los franceses cruzaron el río y ocuparon el castillo. La disputa por su posesión dio lugar a la batalla de San Marcial de 1522, que los iruneses celebran en la fiesta del alarde del 30 de junio. El castillo duró pocos años, pues el emperador Carlos I mandó derruirlo. Fue reconstruido en el siglo XVIII y fue devastado de nuevo poco después. Actualmente sólo quedan parte de sus muros, y aún puede observarse su poco común planta triangular.
A raíz de la victoria de 1522, y como acción de gracias, se construyeron las ermitas del Santo Cristo de Artiga, ya desaparecida, y más tarde la ermita de San Marcial en la cima de la peña de Aldabe, donde transcurrió la batalla del siglo XVI y también la última batalla de la Guerra de la Independencia, en 1813.

### La isla de los Faisanes
Cerca del vado de Behovia se halla la isla de los Faisanes, de soberanía compartida franco-española. Actualmente, es el espacio compartido más pequeño del mundo. En esta isla se firmó la Paz de los Pirineos en 1659, que fue sellada con la boda de Luis XIV y la infanta María Teresa, hija de Felipe IV. Hubo más entregas reales:
- En 1679, María Luisa de Orleans cruzó el río para casarse con Carlos II.
- En 1722, la infanta María Ana y la princesa Luisa Isabel de Orleans.
- En 1745, María Teresa Antonia, hija de Felipe V, para casarse con el Delfín de Francia.

Asimismo hubo una nada desdeñable entrega territorial:
En la frontera catalana del sur, se concertó la cesión a Francia del Rosellón, el Conflent, el Vallespir y una parte de la Cerdaña, todos ellos situados en la vertiente septentrional de los Pirineos y que las tropas francesas habían ocupado en apoyo de los sublevados catalanes en la guerra de los Treinta Años. La frontera con España se fijó desde entonces siguiendo los Pirineos, salvo en lo que se refiere al diminuto enclave de Llivia y al valle de Arán.

### Actividad industrial y comercial
El viejo Camino Real transcurría entre Madrid y Behovia, y junto a él han existido tres históricas empresas irunesas:
- La fábrica de cerillas o fosforera, la más antigua y ya desaparecida.
- El matadero industrial Ernesto Montero, también desaparecido.
- La fábrica de herramientas La Palmera, actualmente trasladada a otra zona de Irún.

Otra infraestructura que ha cambiado la fisonomía de Behovia es ZAISA (Zona Aduanera de Irun S.A.) que ocupa grandes extensiones de las mejores tierras de aluvión de las terrazas del Bidasoa, construyéndose grandes pabellones y edificios de servicios para empresas de transporte.
Además, el tradicional tránsito de viajeros y transportistas ha fomentado el crecimiento del barrio y la proliferación de comercios, bares, restaurantes y otros servicios, sobre todo junto al puente internacional.
Al citado tránsito hay que sumar las visitas con fines comerciales de ciudadanos franceses, debidas a la gran diferencia de precio en productos como los carburantes, las bebidas alcohólicas y el tabaco. Esta diferencia desaparecerá según se armonice el tratamiento fiscal de estos productos en el conjunto de la Unión Europea y por ello los comerciantes y el Ayuntamiento de Irún están comenzando a estudiar alternativas.

## Demografía y divisiones

### Límites
Situado al sur del río Bidasoa, el barrio limita al norte y al este con Francia, al sur con los barrios Meaca y Bidasoa y al oeste con los de Meaca, Olaberría y Anaca.

### Población
La población total del barrio es de 9798 habitantes (censo 2003). Por barriadas, la más populosa es la de Azkenportu, con 5910, mientras que Dumboa cuenta con 2861 y el centro histórico del barrio con 1027 habitantes.

### Barrios
Behovia contiene varias barriadas:
- Dumboa, levantado sobre antiguos territorios marismeños del Bidasoa.
- Azken Portu, también conocido como Polígono 54 y, erróneamente, como Artía.
- Gazteluzar, en torno a la fortaleza del siglo XVI.
- El propio casco histórico de Behovia, junto al puente internacional y a la antigua aduana.

## Fiestas de Behovia
- 30 de junio - San Marcial fiestas de Irún.
- 28, 29, 30 y 31 de julio - San Ignacio de Loyola, patrón de Behovia.
- Fiestas de Artía
- Fiestas de Dumboa

## Otros
- La autopista A-8 parte de Baamonde y termina en Behovia (aunque a dicha autopista se la conozca frecuentemente como "Autopista Bilbao-Behovia").
- La distancia entre el centro de Irún y el vado de Behovia lleva a los habitantes del barrio a sentirse casi como un pueblo distinto, lo que se plasma en la popular consigna "República Independiente de Behovia", que no deja de ser una broma, ya que no ha habido ningún intento de independizarse de Irún.
- Cada año, en noviembre se celebra una carrera pedestre popular que parte de Behovia: la Behobia-San Sebastián.
- El Camino Real por el que entraron durante siglos en España los viajeros europeos y que fue el mejor camino que existía en España, comenzaba en Madrid y terminaba en Behovia. En la actualidad gran parte de este Camino forma parte del trazado de la carretera N-I.